# Recurso de la trama
Un recurso de la trama o mecanismo narrativo es cualquier técnica en una narrativa utilizada para avanzar la trama.
Un recurso de la trama cliché puede molestar al lector, y un dispositivo forzado o arbitrario puede confundirlo, causando una pérdida de la suspensión de la incredulidad. Sin embargo, un recurso de la trama bien elaborado, o uno que surge naturalmente del escenario o los personajes de la historia, puede ser completamente aceptado, o incluso pasar desapercibido para la audiencia.

## Historias que utilizan recursos de la trama
Muchas historias, especialmente en el género de fantasía, presentan un objeto u objetos con un gran poder mágico, como una corona, espada o joya. A menudo, lo que impulsa la trama es la necesidad del héroe de encontrar el objeto y usarlo para el bien, antes de que el villano pueda usarlo para el mal, o si el objeto ha sido roto por los villanos, recuperar cada pieza que debe ser recolectada de cada antagonista para restaurarlo, o, si el objeto en sí es malvado, destruirlo. En algunos casos, destruir el objeto conducirá a la destrucción del villano.
En la serie de películas de Indiana Jones, cada película retrata a Jones en la búsqueda de un artefacto místico. En Los cazadores del arca perdida, Indy intenta recuperar el Arca de la Alianza; en La última cruzada, Jones está en busca del Santo Grial. Este recurso de la trama también se utiliza en el cuento de Las mil y una noches titulado «La ciudad de bronce», en el que un grupo de viajeros en una expedición arqueológica viaja a través del Sáhara para encontrar un recipiente de bronce que Salomón usó una vez para atrapar a un djinn.
Varios libros de la serie Harry Potter se centran en la búsqueda de un objeto especial. En La piedra filosofal, Harry cree que hay una piedra mágica en Hogwarts con poderes especiales. Lord Voldemort necesita esta piedra para recuperar su cuerpo, y Harry trata de encontrar la piedra primero para evitar el regreso de Voldemort.
El Anillo Único de la novela de Tolkien, El Señor de los Anillos, ha sido etiquetado como un recurso de la trama, ya que la búsqueda para destruirlo impulsa toda la trama de la novela. Sin embargo, el clasicista británico Nick Lowe dijo: «Tolkien, en general, logra el truco al minimizar la arbitrariedad del poder narrativo del anillo y poniendo más énfasis que sus imitadores en la forma en que el poder del anillo moldea el carácter de su portador y viceversa».

## Ejemplos

### Deus ex machina
El término deus ex machina se utiliza para describir un final narrativo en el que un evento improbable se usa para resolver todas las situaciones problemáticas y llevar la historia a una conclusión (generalmente feliz).
La frase latina «deus ex machina» tiene sus orígenes en las convenciones de la tragedia griega, y se refiere a situaciones en las que una machina (grúa) se usaba para bajar a actores que interpretaban a un dios o dioses al escenario al final de una obra.
El tragediógrafo griego Eurípides es conocido por usar este recurso de la trama para resolver situaciones desesperadas. Por ejemplo, en la obra de Eurípides Alcestis, la heroína epónima acuerda dar su propia vida a la Muerte a cambio de salvar la vida de su esposo, Admeto. Sin embargo, al hacerlo, Admeto comienza a lamentar su decisión, dándose cuenta de que el dolor de su muerte nunca lo abandonará. Admeto es consumido por la culpa y la tristeza, deseando mantenerla con vida o morir junto a ella, pero retenido por sus obligaciones de criar a sus hijos. Al final, sin embargo, Hércules aparece y arrebata a Alcestis de la Muerte, devolviéndola a la vida y liberando a Admeto del dolor que lo consumía.
Otro ejemplo de deus ex machina es Gandalf en El hobbit. Con la ayuda de capacidades mágicas aparentemente ilimitadas, rescata a los otros personajes principales de todo tipo de problemas. Asimismo, las águilas tanto en El hobbit como en El Señor de los Anillos realizan rescates inesperados, sirviendo tanto como emisarios eucatastróficos como agentes de redención. La primera persona conocida por haber criticado este dispositivo fue Aristóteles en su Poética, donde argumentó que la resolución de una trama debe surgir internamente, siguiendo la acción previa de la obra.

### Triángulo amoroso
Un mecanismo narrativo frecuentemente utilizado en romances y dramas es el triángulo amoroso, un conflicto donde dos personajes compiten por el afecto de un tercer personaje.

### MacGuffin
Un MacGuffin es un término, popularizado por el director de cine Alfred Hitchcock, que se refiere a un recurso de la trama en el que un personaje persigue un objeto, aunque la naturaleza real del objeto no es importante para la historia. Otro objeto funcionaría igual de bien si los personajes le otorgaran la misma importancia. Respecto al MacGuffin, Alfred Hitchcock afirmó: «En historias de delincuentes casi siempre es el collar y en historias de espías casi siempre son los documentos».
Esto contrasta con, por ejemplo, el Anillo Único de El Señor de los Anillos, cuya naturaleza misma es esencial para toda la historia. No todos los directores de cine o académicos están de acuerdo con la comprensión de Hitchcock de un MacGuffin. Según George Lucas, «La audiencia debería preocuparse por eso [el MacGuffin] casi tanto como los héroes y villanos en la pantalla». Por lo tanto, según Lucas, los MacGuffins son importantes para los personajes y la trama.
Los MacGuffins a veces se denominan «cupones de trama», especialmente si se requieren varios, ya que el protagonista solo necesita «recolectar suficientes cupones de trama y canjearlos por un desenlace». El término fue acuñado por Nick Lowe.

### Vale de trama
Un vale de trama, como lo define Nick Lowe, es un objeto dado a un personaje (especialmente al protagonista) antes de que encuentre un obstáculo que requiera el uso del objeto. Un ejemplo de un vale de trama es un regalo recibido por un personaje, que más tarde detiene una bala mortal.

### Evasiva
Una evasiva (en inglés: quibble) se basa en un argumento de que el significado previsto de un acuerdo no tiene valor legal y que solo se aplican las palabras exactas y literales acordadas. Por ejemplo, William Shakespeare utilizó una evasiva en El mercader de Venecia: Portia salva a Antonio en un tribunal de justicia al señalar que el acuerdo exigía una libra de carne, pero sin sangre, por lo que Shylock solo puede recogerla si no derrama sangre.

### Arenque rojo
La función de un arenque rojo es desviar la atención de la audiencia de algo significativo. Los arenques rojos son recursos de la trama muy comunes en historias de misterio, terror y crimen. El ejemplo típico es en los whodunit, en los que se presentan hechos de manera que la audiencia se engañe pensando que un personaje inocente es el asesino.

### Ángel en el hombro
Un ángel en el hombro es un recurso narrativo usado para un efecto dramático o humorístico en animaciones y tiras cómicas (y ocasionalmente en televisión de acción en vivo). El ángel representa la conciencia y a menudo está acompañado por un demonio en el hombro que representa la tentación. Son útiles para mostrar fácilmente el conflicto interno de un personaje. Por lo general, el ángel se representa sobre o cerca del hombro derecho y el demonio o demonio en el izquierdo, ya que el lado izquierdo tradicionalmente representa la deshonestidad o impureza.
La idea de un ángel y demonio en el hombro aconsejando a la persona en el centro de la disputa es una visión tripartita del alma dividida, que contribuye a una rica tradición que involucra la alegoría del carro de Platón, así como el ello, yo y superyó del psicoanálisis freudiano. La diferencia con otras visiones es que el ángel y el demonio en el hombro enfatizan las ideas universales de bien y mal.